# Masan High-Tech Materials
Masan High-Tech Materials, vormals Masan Resources, ist ein vietnamesisches Bergbauunternehmen innerhalb der Masan Group.
Die Firma besitzt das weltgrößte Wolfram-Vorkommen im Norden Vietnams (Nui Phao Mining). Das Vorkommen ist polymetallisch und enthält auch Bismut, der an 5N Plus verkauft wird, sowie Flussspat, der an CMC Cometals geht.
2015 wurden 3,543 Mio. t Erz abgebaut, aus denen 5.123 t Wolframkonzentrat gewonnen wurden. Dieses wird von einem Joint Venture mit H.C. Starck zu  Ammoniumparawolframat (APW) und Wolframblauoxid (WBO) verarbeitet.